# Ngwo (Njikwa)
Pour les articles homonymes, voir Ngwo.
Ngwo est une localité du Cameroun située dans le département de la Momo et la Région du Nord-Ouest. Elle fait partie de la commune de Njikwa. C'est aussi le siège d'une chefferie traditionnelle de 2e degré.

## Localisation
Ngwo est située à 312 km au nord-ouest de Yaoundé, la capitale du Cameroun.

## Population
Lors du recensement de 2005, on a dénombré 2 660 habitants, dont 1 289 hommes et 1 371 femmes.